# Dichotomius fallax
Dichotomius fallax är en skalbaggsart som beskrevs av Edgar von Harold 1880. Dichotomius fallax ingår i släktet Dichotomius och familjen bladhorningar. Inga underarter finns listade i Catalogue of Life.